# WNET
WNET (także Thirteen, channel 13) – niekomercyjna, amerykańska stacja telewizyjna w Newark, New Jersey, obejmująca swoim sygnałem obszar metropolitalnego Nowego Jorku. WNET jest sztandarową stacją telewizji publicznej PBS.
Studia i biura stacji WNET znajdują się na Manhattanie, w Midtown, a nadajnik na Empire State Building.
Posiadaczem koncesji jest WNET.org (początkowo Educational Broadcasting Corporation, która wciąż jest uznawana przez FCC za koncesjonariusza), będąca także właścicielem zlokalizowanej w Long Island stacji PBS, WLIW (WLIW21, channel 21). Obecnym prezesem i dyrektorem generalnym obu tych stacji jest Neal Shapiro, były prezes NBC News. WNET ma najwyższą oglądalność spośród stacji PBS w kraju. Jej siostrzana stacja WLIW21 jest trzecia pod tym względem.